# Чикурачки
Чикурачки — діючий вулкан на острові Парамушир Великої Курильської гряди .
Складний стратовулкан із вершинним кратером. Висота 1816 м. Це — найвища точка острова Парамушир.
Розташований на північному краю хребта Карпінського. Правильний конус із кратером діаметром до 450 м. Вершина позбавлена рослинності, схили вкриті чагарниками вільхового та кедрового сланця.
Один з найактивніших вулканів Курильських островів. Відомі виверження 1853, 1854—1859, 1958, 1961, 1964, 1973, 1986, 2002, 2003, 2005, 2007, 2008 рр. Виверження 1853 та 1986 гг. були найсильнішими (плініанський тип). Між виверженнями вулкан перебуває у стані слабкої фумарольної активності.
Складний базальтами та андезитами. Вік 40-50 тис. років.